# Seixanta-nou
El seixanta-nou és el nombre natural que segueix el seixanta-vuit i precedeix el setanta. S'escriu LXIX o 69 segons s'empren xifres romanes o àrabs, respectivament.

## En altres dominis
- La posició del seixanta-nou és, en sentit figurat i popularment, una pràctica sexual consistent en la mútua estimulació oral dels genitals de la parella. Consisteix, per tant, a practicar simultàniament una fel·lació i un cunnilingus en parelles heterosexuals, o bé dues fel·lacions o dos cunnilingus en cas de parelles homosexuals. Vegeu 69 (posició sexual)
- Designa l'any 69 i el 69 aC
- El vers 69 de Les Bucòliques de Virgili diu: «l'amor ho venç tot».
- És el nombre atòmic del tuli.
- El 69 és un del nombres simètrics que es pot llegir igual cap per avall.
- És el número del departament francès del Roine.
- És el nombre enter més petit que escrit en català conté les cinc vocals: seixanta-nou. El més petit que conté les cinc vocals sense repetir-ne cap és 1.039, mil trenta-nou.
- Entre 69² i 693, que són respectivament 4761 i 328509, contenen una vegada cadascun dels deu digits.